# UCMA
UCMA (англ. Upper zone of growth plate and cartilage matrix associated) – білок, який кодується однойменним геном, розташованим у людей на 10-й хромосомі. Довжина поліпептидного ланцюга білка становить 138 амінокислот, а молекулярна маса — 16 563.
| 10         |  | 20         |  | 30         |  | 40         |  | 50         |
| ---------- |  | ---------- |  | ---------- |  | ---------- |  | ---------- |
| MTWRQAVLLS |  | CFSAVVLLSM |  | LREGTSVSVG |  | TMQMAGEEAS |  | EDAKQKIFMQ |
| ESDASNFLKR |  | RGKRSPKSRD |  | EVNVENRQKL |  | RVDELRREYY |  | EEQRNEFENF |
| VEEQNDEQEE |  | RSREAVEQWR |  | QWHYDGLHPS |  | YLYNRHHT   |  |            |

A: Аланін

C: Цистеїн

D: Аспарагінова кислота

E: Глутамінова кислота

F: Фенілаланін

G: Гліцин

H: Гістидин

I: Ізолейцин

K: Лізин

L: Лейцин

M: Метіонін

N: Аспарагін

P: Пролін

Q: Глутамін

R: Аргінін

S: Серин

T: Треонін

V: Валін

W: Триптофан

Локалізований у позаклітинному матриксі.
Також секретований назовні.